# Horatio Elwin Smith
Horatio Elwin Smith (* 8. Mai 1886 in Cambridge, Massachusetts; † 1946) war ein US-amerikanischer Romanist und Literaturwissenschaftler.

## Leben und Werk
Smith studierte am Amherst College (Abschluss 1908) und promovierte an der Johns Hopkins University mit der Arbeit The literary criticism of Pierre Bayle, Albany 1912, New York 1971 (und bedankte sich bei Aaron Marshall Elliott, Edward Cooke Armstrong, Phillip Ogden und William A. Nitze). Er lehrte zuerst sechs Jahre an der Yale University, dann am Amherst College. Er wurde Professor an der Brown University und war dort von 1925 bis 1931 Direktor des Romanischen Seminars. Dann ging er an die Columbia University. Dort war er Herausgeber der Zeitschrift Romanic Review.
Smith war Ritter der Ehrenlegion. 1932 wurde er in die American Academy of Arts and Sciences gewählt.

## Weitere Werke
- (mit Raymond Thompson Hill) Advanced French composition, New York 1916, 1934
- Masters of French literature [Molière, Racine, Voltaire, Rousseau, Hugo, Balzac], New York/Chicago 1937, Freeport 1969
- Sainte-Beuve. Montaigne. Human nature, New York 1946
- (Hrsg.) Columbia Dictionary of Modern European Literature, New York 1947, 1963, 1971 (u. d. T. A Dictionary of Modern European Literature, London 1947)